# Dos Chinas
El término dos Chinas se refiere a la situación geopolítica actual de dos entidades políticas que se llaman a sí mismas «China»:
- República Popular China (RPC), comúnmente conocida como China, establecida en 1949. Controla la China continental y dos regiones administrativas especiales, Hong Kong y Macao.

- República de China (RC), ahora conocida como Taiwán pero originalmente como China cuando controlaba la China continental desde su establecimiento en 1912 hasta 1949, momento en el que se retiró a la isla de Taiwán. Desde finales de 1949, cuando perdió el control de la China continental en la guerra civil china, la República de China ha controlado solo Taiwán y algunos grupos de islas cercanas. La República de China perdió su condición de representante de China en las Naciones Unidas en 1971.